# Valle di Zinal
La Valle di Zinal è una valle laterale della Val d'Anniviers nel Canton Vallese. È percorsa dal fiume Navizence. La parte alta della valle è occupata dal ghiacciaio di Zinal.

## Collocazione
La Val d'Anniviers sopra l'abitato di Vissoie si divide in due: ad ovest la valle di Moiry e ad est la valle di Zinal.

## Località
Le località della valle sono tutte appartenenti al comune di Anniviers. Le principali sono:
- Ayer
- Mottec
- Pralong
- Zinal

## Montagne

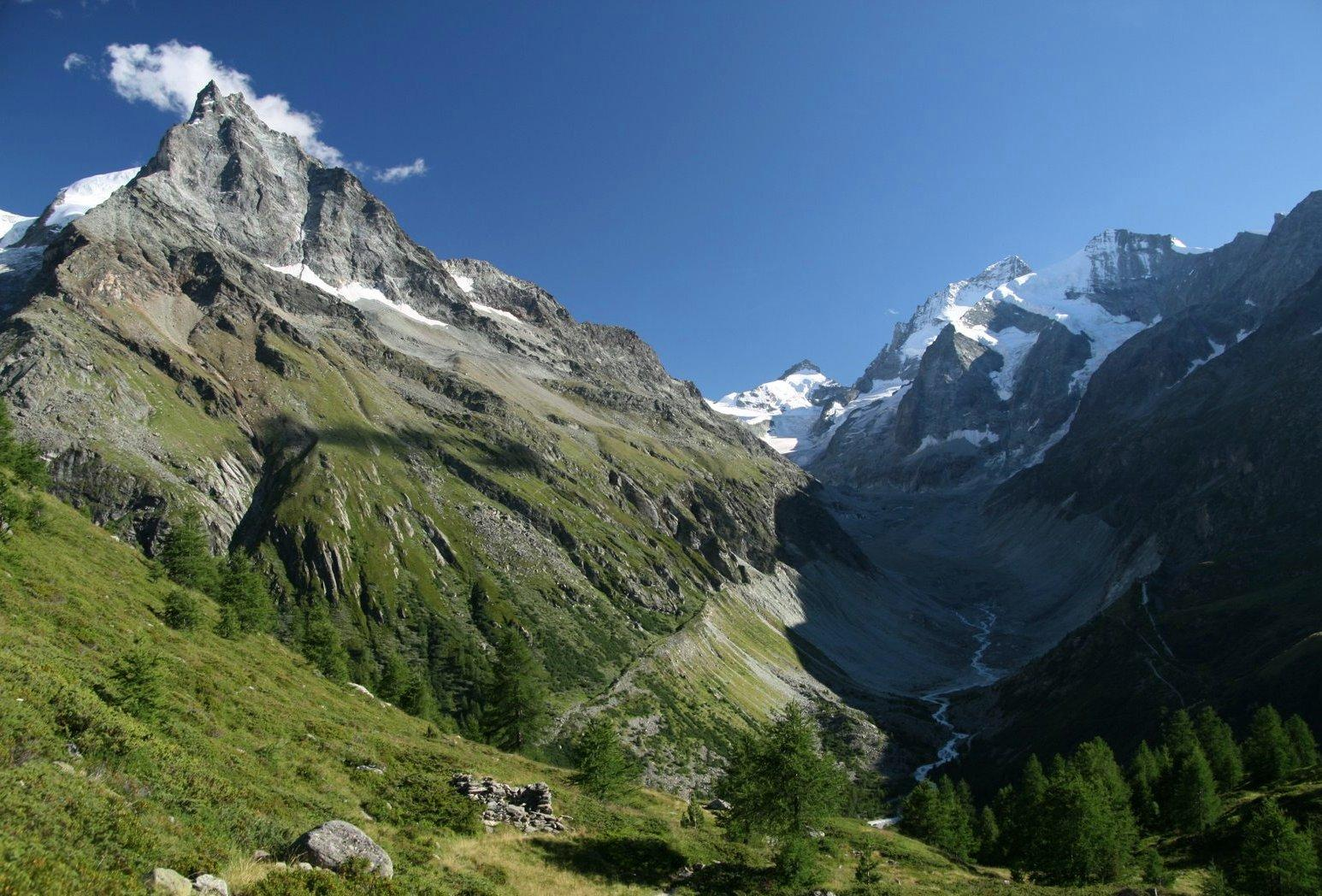
La valle ed alcune sue montagne: il Monte Besso (a sinistra), la Pointe de Zinal (in fondo) e la Dent Blanche ed il Grand Cornier (a destra).

Le principali montagne che contornano la valle sono:
- Weisshorn - 4.505 m
- Dent Blanche - 4.356 m
- Zinalrothorn - 4.221 m
- Bishorn - 4.153 m
- Obergabelhorn - 4.062 m
- Schalihorn - 3.974 m
- Grand Cornier - 3.961 m
- Pointe du Mountet - 3.877 m
- Pointe de Zinal - 3.790 m
- Trifthorn - 3.728 m
- Mont Durand - 3.712 m
- Tête de Milon - 3.693 m
- Monte Besso - 3.667 m
- Blanc de Moming - 3.661 m
- Les Diablons - 3.609 m
- Pigne de la Lé - 3.396 m
- Garde de Bordon - 3.310 m
- Pointe d'Arpitetta - 2.990 m
- Corne de Sorebois - 2.896 m

### LaCorona Imperiale
Molte montagne della valle hanno una particolare collocazione a forma di ferro di cavallo che prende il nome di Corona Imperiale: partendo da nord-ovest e girando verso sud e poi verso nord-est si incontrano: Les Diablons (3.609 m), il Bishorn (4.153 m), il Weisshorn (4.505 m), lo Schalihorn (3.974 m), il Zinalrothorn (4.221 m), il Trifthorn (3.728 m), l'Obergabelhorn (4.062 m), il mont Durand (3.712 m), la Pointe de Zinal (3.790 m), la Dent Blanche (4.356 m), il Grand Cornier (3.961 m), il Pigne de la Lé (3.396 m) e la Garde de Bordon (3.310 m). Al centro di questa gigantesca parabola è collocato il Monte Besso (3.667 m).

## Escursionismo ed alpinismo
Per facilitare l'accesso alle molte vette che contornano la valle e l'escursionismo di alta quota nella valle sorgono diversi rifugi alpini:
- Cabane de Tracuit - 3.256 m
- Cabane du Grand Mountet - 2.886 m
- Cabane d'Arpitettaz - 2.786 m
- Cabane du Petit Mountet - 2.142 m